# Discolobium tocantinum
Discolobium tocantinum är en ärtväxtart som beskrevs av Adolpho Ducke. Discolobium tocantinum ingår i släktet Discolobium och familjen ärtväxter. Inga underarter finns listade i Catalogue of Life.